# Carsten Arriens
Carsten Arriens (* 11. April 1969 in Frankfurt am Main) ist ein ehemaliger deutscher Tennisspieler. Von 2013 bis Februar 2015 war er als Nachfolger Patrik Kühnens Teamchef der deutschen Davis-Cup-Mannschaft und Bundestrainer.

## Karriere
Arriens begann mit dem Tennisspielen im Alter von sieben Jahren. 1990 wurde er Profi.
Seine höchste Platzierung in der Tennisweltrangliste im Einzel erreichte er am 26. Juli 1993 mit dem 109. Platz. In der Doppel-Wertung war er am 19. November 1991 auf Rang 892 gelistet. Sein einziger Turniersieg auf ATP-Ebene gelang Arriens am 1. November 1992, als er als Qualifikant bis ins Finale des Turniers in Guarujá vordrang und dort den Spanier Àlex Corretja schlug. Auf der zweitklassigen Challenger Tour gewann er 1997 in Kyōto seinen einzigen Titel. Zudem kann er auf zwölf Teilnahmen an Grand-Slam-Turnieren zurückblicken und wurde 1996 Deutscher Mannschaftsmeister in der Tennis-Bundesliga, in der er zwölf Jahre aktiv war.
Lange Zeit hielt er den Rekord für die schnellste Niederlage in der ATP Tour: In 29 Minuten verlor er 1996 gegen Greg Rusedski in der zweiten Runde des Tennisturniers in Sydney. Dieser Rekord wurde 2014 gebrochen.

## Trainer
Arriens besitzt die A-Trainer-Lizenz des DTB und trainierte unter anderem Andreas Beck, Louk Sorensen und Alexander Waske. Im Jahre 2011 hat er als Nachfolger von Gideon Hilb die Position des Trainers des Tennis-Bundesligisten TK Kurhaus Aachen übernommen. Er war außerdem von 2013 bis Februar 2015 Teamchef der deutschen Davis-Cup-Mannschaft und auch als Bundestrainer für die restlichen Spieler zuständig. Nach Differenzen mit Philipp Kohlschreiber wurde die Zusammenarbeit zwischen dem DTB und Arriens in gegenseitigem Einvernehmen beendet. Seit Ende 2015 trainiert Arriens Jan-Lennard Struff.

## Turniersiege
| Legende (Anzahl der Siege)                       |
| Grand Slam                                       |
| Tennis Masters Cup ATP World Tour Finals         |
| ATP Masters Series ATP World Tour Masters 1000   |
| ATP International Series Gold ATP World Tour 500 |
| ATP International Series ATP World Tour 250 (1)  |
| ATP Challenger Series (1)                        |

| ATP-Titel nach Belag |
| Hartplatz (1)        |
| Sand (0)             |
| Rasen (0)            |
| Teppich (1)          |

### Einzel

#### Turniersiege

##### ATP Tour
| Nr. | Datum            | Turnier | Belag     | Finalgegner   | Ergebnis  |
| --- | ---------------- | ------- | --------- | ------------- | --------- |
| 1.  | 1. November 1992 | Guarujá | Hartplatz | Àlex Corretja | 7:65, 6:3 |

##### Challenger Tour
| Nr. | Datum            | Turnier | Belag   | Finalgegner     | Ergebnis      |
| --- | ---------------- | ------- | ------- | --------------- | ------------- |
| 1.  | 23. Februar 1997 | Kyōto   | Teppich | Mahesh Bhupathi | 3:6, 6:2, 7:6 |